# Túnel de Gedo
El túnel de Gedo es un túnel carretero situado en Cantabria (España), con una longitud de 2500 metros y hecho con el nuevo método austriaco. Este túnel se encuentra en la carretera  A-67 , acompañado con el túnel de Pedredo, cuya longitud es 1100 metros.

## Historia
Las obras de ambos túneles iniciaron en 2001, con un presupuesto de 97 millones de euros. Cada túnel tenía sus dos fases de obras, en el que siguen siendo las mismas: excavación y volar.
Las obras terminaron en diciembre de 2004.